# Traudl Brunnquell
Gertrud "Traudl" Maria Brunnquell (* 29. August 1919 in München; † 16. März 2010) war eine deutsche Designerin.

## Leben
Sie entstammte der Künstlerfamilie Adam aus München. Ihr Urgroßvater war der Künstler Albrecht Adam. Von 1933 bis 1934 absolvierte sie in München eine Ausbildung zur technischen Zeichnerin. Dort lernte sie ihren späteren Ehemann kennen, den Unternehmersohn Karl-Heinz Brunnquell. Während des Krieges arbeitete sie für die Isar-Amper-Werke. 1945 heiratet sie ihren Mann, der im selben Jahr die Leitung des elterlichen Betriebs Brunnquell & Co. in Sondershausen übernimmt. Die 1913 gegründete Firma ist auf elektrotechnische Installationselemente sowie Porzellanleuchten und Schutzfassungen aus Porzellan spezialisiert. Nach der Enteignung 1948 durch die sowjetische Besatzungsmacht, siedelt Traudl Brunnquell mit ihrem Mann nach Ingolstadt und baut mit ihm die Firma „Brunnquell GmbH Fabrik elektrotechnischer Apparate“ auf. 1961 übernimmt sie die Leitung der Designabteilung. In dieser Funktion entwirft sie bis 1979 zahlreiche Leuchten, von denen zwei 1977 durch eine internationale Jury für die Sonderschau „Die gute Industrieform 1977“ prämiert werden.